# 2008年夏季奥林匹克运动会博茨瓦纳代表团
2008年夏季奥林匹克运动会博茨瓦納代表团会参加2008年8月8日至24日在中国北京主办的第29届夏季奥运。代表团共有12人，參加3項目。代表團中的運動員只有兩人是女性。

## 拳擊
- Thato Batshegi
- Khumiso Ikgopoleng